# Michelle (piosenka)
Michelle – piosenka angielskiego zespołu rockowego The Beatles pochodząca z albumu Rubber Soul (1965). Głównym kompozytorem utworu był Paul McCartney, przy czym łącznik napisał wspólnie z Johnem Lennonem. Dzieło jest miłosną balladą; część tekstu piosenki została zaśpiewana w języku francuskim.
W 1967 roku piosenka „Michelle”, w wykonaniu Beatlesów, wygrała w kategorii Piosenka roku podczas 9. ceremonii wręczenia nagród Grammy. Według sondażu przeprowadzonego przez organizację BMI w 1990 roku „Michelle” znalazła się na 3. miejscu, za „Yesterday” i „Something”, wśród najpopularniejszych piosenek The Beatles emitowanych przez amerykańskie rozgłośnie.
Na początku 1966 roku, po ukazaniu się albumu Rubber Soul, w niektórych europejskich krajach i w Nowej Zelandii piosenkę wydano na singlu, a we Francji na epce. Wydawnictwo trafiło na pierwsze pozycje list przebojów w Belgii (Flandrii), Francji, Norwegii, Holandii oraz Nowej Zelandii. W maju 1966 roku w amerykańskim czasopiśmie muzycznym „Billboard”, w rubryce Hits of the World przedstawiającej zestawienie globalnych przebojów, piosenka w wykonaniu Beatlesów znalazła się na 1. miejscu w Argentynie i Norwegii.
W 1967 roku, podczas rozdania nagród Ivor Novello, utwór „Michelle” zwyciężył w kategorii najczęściej odtwarzanych piosenek (The Most Performed Work of the Year) w 1966 roku, wyprzedzając inną piosenkę zespołu, „Yesterday”. W 1999 roku amerykańska organizacja BMI umieściła „Michelle” na 42. miejscu listy najczęściej odtwarzanych utworów muzycznych w amerykańskim radiu i telewizji (Top 100 Songs of the Century) w XX wieku.

## Powstawanie utworu
Punktem wyjścia dla tekstu i stylu muzycznego „Michelle” była kultura lewobrzeżnego Paryża z czasów liverpoolskiego okresu McCartneya. Muzyk opisał to słowami: „było to w czasach takich ludzi jak Juliette Gréco, sprawa francuskiej bohemy (…) Kiedyś udawałem, że jestem Francuzem i miałem tę piosenkę, którą później okazała się «Michelle»”.
McCartney przyznał, że główną inspiracją napisania muzyki do utworu „Michelle” był, stosowany przez Cheta Atkinsa, styl gry na gitarze zwany fingerpickingiem, charakteryzujący się odgrywaniem głównej linii melodycznej przy jednoczesnym akompaniowaniu na tym instrumencie; McCartney stwierdził też, że punktem wyjścia do stworzenia piosenki była kompozycja Atkinsa, „Trambone” (singiel: 1956).

[Fingerpicking Atkinsa] był dla nas innowacją; choć w ten sposób grali gitarzyści klasyczni, to żaden rock ‘n’ rollowy gitarzysta tak nie grał… Na wzór „Trambone” Atkinsa chciałem napisać coś z melodią i linią basu, więc zrobiłem to.

Refren Michelle, ma belle napisała Jan Vaughan, żona Ivana, przyjaciela McCartneya z młodości, pierwszego basisty zespołu The Quarrymen, który poznał McCartneya z Lennonem. McCartney mówił po francusku bardzo słabo lub wcale, dlatego „potrzebował pomocy w uporządkowaniu konkretnych słów” – stwierdziła Jan, która była nauczycielką języka francuskiego. Następnie przetłumaczyła wers autorstwa McCartneya, „są to słowa, które dobrze do siebie pasują” (these are words that go together well), na wyróżniający się zwrot: sont les mots qui vont très bien ensemble.
Kiedy McCartney zagrał piosenkę Lennonowi, ten drugi zasugerował wzbogacenie utworu o łącznik w postaci słów I love you. Zainspirowała ich obu wersja piosenki „I Put a Spell on You” w wykonaniu Amerykanki, Niny Simone, która użyła tej samej frazy, ale z naciskiem nałożonym na ostatnie słowo.
W 1993 roku George Martin, producent Beatlesów, stwierdził w wywiadzie, że to on skomponował melodię solo gitarowego, zagraną przez George’a Harrisona, którą słychać w połowie utworu i podczas wyciszania. Martin przedstawił Harrisonowi nuty podczas sesji nagraniowej, w trakcie której na pianinie (będącym poza zasięgiem mikrofonu) akompaniował, granej przez Harrisona, partii gitary.

## Opinie o piosence
Nikki „Eden” Wine z amerykańskiego czasopisma „KRLA Beat” (1964–1968) opisała piosenkę jako „piękną balladę”, dodając „chociaż wcale nie brzmi jak jego [McCartneya] fantastyczna «Yesterday», jest to kolejna delikatna piosenka o miłości, śpiewana tak, jak tylko Paul mógł ją zaśpiewać. Nawet nuci refren po francusku – a który język jest lepszy dla miłosnej piosenki?”. Krytyk jazzowy i dziennikarz, Steve Race, fan Lennona i McCartneya, przyznał, że był zaskoczony, gdy po raz pierwszy usłyszał album Rubber Soul i dodał: „kiedy usłyszałem «Michelle» nie mogłem uwierzyć własnym uszom. Drugi akord to A, gdy nuta w powyższej melodii to as. To jest niewybaczalna sprzeczność, coś czego nikt wcześniej nie podjął, zdając sobie sprawę, że w starszej muzyce to nigdy nie mogło się zdarzyć. Jest to całkowicie wyjątkowe, błysk geniuszu. (…) Przypuszczam, że to czysta muzyczna ignorancja pozwoliła na to Johnowi i Paulowi, ale wymagało to niewiarygodnej odwagi”.
Spośród rówieśników Beatlesów, Bob Dylan, którego twórczość miała szczególny wpływ na twórczość Lennona i Harrisona przy powstawaniu albumu Rubber Soul, wypowiedział się lekceważąco o balladowym stylu McCartneya. W marcu 1966 roku powiedział: „Piosenka taka jak «Yesterday» czy «Michelle» (…) to takie dziwactwo, człowieku (…) jeśli pójdziesz do Biblioteki Kongresu, możesz znaleźć o wiele lepsze od tamtych. Są miliony piosenek, takich jak «Yesterday» i «Michelle», napisanych przez Tin Pan Alley.
Levi Stubbs z The Four Tops, amerykańskiej grupy wokalnej promowanej w Wielkiej Brytanii przez menedżera Beatlesów, Briana Epsteina, wskazał tę piosenkę jako jeden z przykładów wyrafinowania, jakie Beatlesi wprowadzili do muzyki popularnej. Stwierdził, że przed brytyjską inwazją scena muzyczna w Stanach Zjednoczonych była „niezwykle skonana” i „w zastoju”, po czym „dobra muzyka została zaakceptowana” i zapytał retorycznie: „Czy «Michelle» byłby przebojem przed Beatlesami? Oczywiście, że nie”.
Amerykański dziennikarz i krytyk, Greil Marcus, w eseju z 1979 roku dotyczącym grupy The Beatles, opublikowanym w The Rolling Stone Illustrated History of Rock & Roll, stwierdził, że Rubber Soul wyróżniał się na tle pierwszych czterech longplayów zespołu, i że „każdy kawałek był inspiracją, czymś nowym i niezwykłym samym w sobie”, oprócz „Michelle”, chociaż dodał „żeby być uczciwym, [piosenka] płaciła rachunki przez wiele kolejnych lat”.

## Wersje innych wykonawców
W 1966 roku wersje tej piosenki nagrały brytyjskie zespoły, David and Jonathan i The Overlanders, których aranżacje odniosły komercyjny sukces. Cover pierwszego z wykonawców dotarł do pozycji 18. na liście Hot 100 w Stanach Zjednoczonych, a w Wielkiej Brytanii na UK Singles Chart znalazł się na miejscu 11. Singiel z wersją utworu w wykonaniu formacji The Overlanders był przez trzy tygodnie numerem 1 w brytyjskim zestawieniu UK Singles Chart.

## Twórcy
Źródło: 
- Paul McCartney: śpiew, gitara akustyczna, gitara basowa
- John Lennon: wokal wspierający, gitara akustyczna
- George Harrison: wokal wspierający, gitara prowadząca, 12-strunowa gitara akustyczna
- Ringo Starr: perkusja

## Listy przebojów
| Kraj   | Lista                   | Pozycja | Źr.    |
| ------ | ----------------------- | ------- | ------ |
| AUT    | Ö3 Austria Top 40       | 3       | [ 34 ] |
| BE-VLG | Ultratop 50 Singles     | 1       | [ 7 ]  |
| FRA    | IFOP                    | 1       | [ 8 ]  |
| NLD    | Single Top 100          | 1       | [ 10 ] |
| NZL    | „Listener”              | 1       | [ 11 ] |
| NOR    | VG-lista                | 1       | [ 9 ]  |
| SWE    | Kvällstoppen            | 1       | [ 35 ] |
| DEU    | „Musikmarkt” Hit-Parade | 6       | [ 36 ] |

| Kraj | Lista                   | Pozycja | Źr.    |
| ---- | ----------------------- | ------- | ------ |
| GBR  | „Record Retailer” Chart | 11      | [ 32 ] |
| USA  | „Billboard” Hot 100     | 18      | [ 31 ] |

| Kraj | Lista                   | Pozycja | Źr.    |
| ---- | ----------------------- | ------- | ------ |
| IRL  | Top 100 Singles         | 5       | [ 37 ] |
| NOR  | VG-lista                | 1       | [ 38 ] |
| ZAF  | Springbok Radio         | 4       | [ 39 ] |
| GBR  | „Record Retailer” Chart | 1       | [ 33 ] |